# Snapshot Games
Snapshot Games компания — разработчик видеоигр, штаб-квартира расположена в городе София, Болгария. Snapshot Games была основана в 2013 году Джулианом Голлопом и Дэвидом Кэй. Голлоп известен как создатель серии игр X-COM, UFO: Enemy Unknown и X-COM: Apocalypse. Кроме Голлопа в компании работают около восьми ветеранов игровой индустрии, ранее работавшие над различными проектами в Ubisoft Sofia, Crytek Black Sea, и в других болгарских студиях.

## История
Snapshot Games была зарегистрирована 12 ноября 2013 года в Калифорнии, США как частная компания. Фактически компания расположена в Болгарии, где проживает её основатель Джулиан Голлоп, выбор города был основан на том, что стоимость содержания студии обходится в три раза дешевле, чем затраты на содержании аналогичной студии в США.
В апреле 2014 года компания Snapshot Games запустила сбор средств на Kickstarter для разработки своей первой видеоигры Chaos Reborn. Попытка оказалась успешной и принесла более 210 000 долларов США. В раннем доступе игра была доступна в Steam с 9 декабря 2014 года, официальный выход игры состоялся 26 октября 2015 года. Игра получила оценку 86/100 на сайте Metacritic. PC Gamer присудил игре 87 %. Игра была номинирована на премию «Золотой джойстик» в категории «Лучшая инди-игра» 2015 года, но проиграла космическому проекту Kerbal Space Program.
18 марта 2016 года, Джулиан Голлоп сообщил в Twitter о разработке новой игры Phoenix Point. Весь следующий год Snapshot Games работала над дизайном и разработкой игры. Вложив 450 000 долларов США, в апреле 2017 года студия запустила краудфандинговую кампанию на платформе Fig для сбора 500 000 долларов США, необходимых для завершения и выпуска проекта. Будущее Snapshot зависело от успеха кампании. «Плана Б нет», — сказал тогда Голлоп прессе. Сбор средств прошел успешно и привлек более 765 000 долларов США от более чем 10 300 участников. Snapshot Games обязалась выпустить Phoenix Point в 2019 году.

## Игры
| Год  | Название      | Жанр                         | Тема                      | Режимы                                                | Платформы                                     |
| ---- | ------------- | ---------------------------- | ------------------------- | ----------------------------------------------------- | --------------------------------------------- |
| 2015 | Chaos Reborn  | Тактическая ролевая игра     | Антиутопия Фэнтези        | Многопользовательская игра, Однопользовательская игра | OS X Linux Microsoft Windows                  |
| 2019 | Phoenix Point | Пошаговая тактика, Стратегия | Научная фантастика, Ужасы | Однопользовательская игра                             | OS X Microsoft Windows PlayStation 4 Xbox One |